# Сијагрије
Афраније Сијагрије (лат. Afranius Syagrius, умро 486. или 487.), познатији само као Сијагрије, био је западноримски војсковођа, последњи римски врховни заповедник војске у Галији, и након пропасти Западног римског царства 476. (односно 480), краљ Римљана.
Сијагрије је био син Егидија, врховног заповедника римске војске у Галији (magister militum per Galliam). После 461. Егидије је управљао северном Галијом из Соасона пошто се остатак Галије налазио под влашћу варвара. 
Сијагрије је као римски великодостојник управљао римском енклавом у северној Галији од очеве смрти 464. године. Носио је титулу војног заповедника тј дукса (dux). У Соасону је све до 480. ковао новац са ликовима западноримсих царева. Након тога, судећи по Гргуру Турском, владао је као краљ Римљана. Сијагрије је на крају доживео тежак пораз од Салијских Франака предвођених краљем Хлодовехом 486. године. Побегао је у Тулуз визиготском краљу Алариху II који га је на крају изручио Францима. Хлодовех је затим наредио да се Сијагрије после мучења погуби.